# A magyar birodalom története
A magyar birodalom története (alcímén a kútfők alapján a művelt közönség számára) egy 20. század eleji nagy terjedelmű magyar történelmi szintézis.

## Jellemzői
A Budapesten az Athenaeum Irodalmi és Nyomdai Részvénytársulat gondozásában 1903–1904-ben megjelent alkotás szerzője a zsidó származású korabeli ismert történész, Acsády Ignác volt, aki kisebb monográfiái mellett szerkesztőségi tagja volt az 1890-es években megjelent Szilágyi Sándor-féle Millenniumi történelemnek is. Az újabb műben egymaga igyekezett feldolgozni a teljes magyar történelmet a kezdetektől a 19. század második feléig. 
A 2 kötetes, mintegy 1600 oldalas alkotás első kötete az Árpád-kor, Anjou-kor, Luxemburgi Zsigmond, és a Hunyadiak időszakát tekintette át 1490-ig. A második kötet a Jagellók, a három részre szakadt ország, és a Habsburg uralkodók századait tekintette át. 
Akárcsak más összefoglalások, a középkori Magyarországról (a „Magyar Birodalom”-ról) Acsády is egyértelműen pozitív képet rajzolt, azonban ennek hanyatlását nem az 1526 (Mohácsi csata), hanem az 1490 (Mátyás király halála) utáni évekre tette. A második kötet itt folytatódott, amely a következő három évszázad történetét egyértelműen a függetlenségi történelmi hagyomány szemszögéből tárgyalta. Megítélése szerint a Habsburgok ahelyett, hogy Budára tették volna birodalmuk központját, folyamatosan a magyar jogok és erők letörésére törekedtek. A magyarság természetesen folyamatosan igyekezett visszaszerezni jogait, de erre csak 1867-ben (kiegyezés) kerülhetett sor. A mű a birodalmi gondolat és a függetlenségi hagyomány hangsúlyozása mellett harmadik jellemzőjeként kiemelendő az erős antiklerikalizmus (egyházellenesség). Acsády hangsúlyozta a középkori magyar királyi hatalom világi jellegét, és nemritkán negatív színben tüntette fel a magyar római katolikus középkori főpapságot, amely szerint szentszéki (és olykor német) hatalmi érdekeket próbált Magyarországon érvényesíteni. Mindezekkel szemben az újkori kötetben pozitív elbírálásban részesült a református egyház, amely – elsősorban az Erdélyi Fejedelemség keretén belül – komoly erőfeszítéseket tett a magyar függetlenség megóvásáért. Ebből következően a kurucok is, majd Kossuth Lajos is támogatóra találtak Acsádyban a királypártiakkal, labancokkal, majd Széchenyivel szemben.
A mű megítélése saját korában és azóta is vitatott: míg a Magyar zsidó lexikon (1929) szerint: a mű „mellyel [Acsády] az egész nemzet történetírója lett, s amelyben a modern tudomány követelményeinek megfelelően, de azért izzó hazaszeretettel, a nép és az állam ezeréves életét örökíti meg klasszikus magyarsággal és hatalmas judiciummal” egyértelműen maradandó értékű tudományos alkotás, a római katolikus Dudek János külön művet írt (1904): Kritikai tanulmányok Acsády Ignác a Magyar Birodalom története című művéről, és katolikus szempontok szerint bírálta Acsádyt.
A mű többféle színű (szürke, zöld, piros) díszes kötésben, színes és fekete-fehér képekkel gazdagon illusztrálva jelent meg. Napjainkban már antikváriumokban is ritkaságszámba megy, de a 2010-es években fakszimile kiadásban ismét megjelent a Históriaantik könyvesház jóvoltából – habár egyszerű szürke borítóval. A két kötet elektronikusan is elérhető és letölthető a REAL-EOD honlapról.

## Kötetbeosztás
| Kötetszám | Kötetcím  | Oldalszáma | Kiadási év | Elektronikus elérés |
| --------- | --------- | ---------- | ---------- | ------------------- |
| I. kötet  | 996–1490  | 792        | 1903       |                     |
| II. kötet | 1490–1903 | 828        | 1904       |                     |